# Vasvár
Vasvár est une ville de Hongrie, située dans le département de Vas. Lors du recensement de 2004, il y a 4 617 habitants.